# Сражение при Фавенции
Сражение при Фавенции (греч. Μάχη της Φαβεντίας) — сражение, произошедшее весной 542 года во время Готской войны между остготской армией во главе с королем Тотилой и византийскими войсками Константина и Александра. Победа остготов положила началу их контрнаступления на юг Италии.

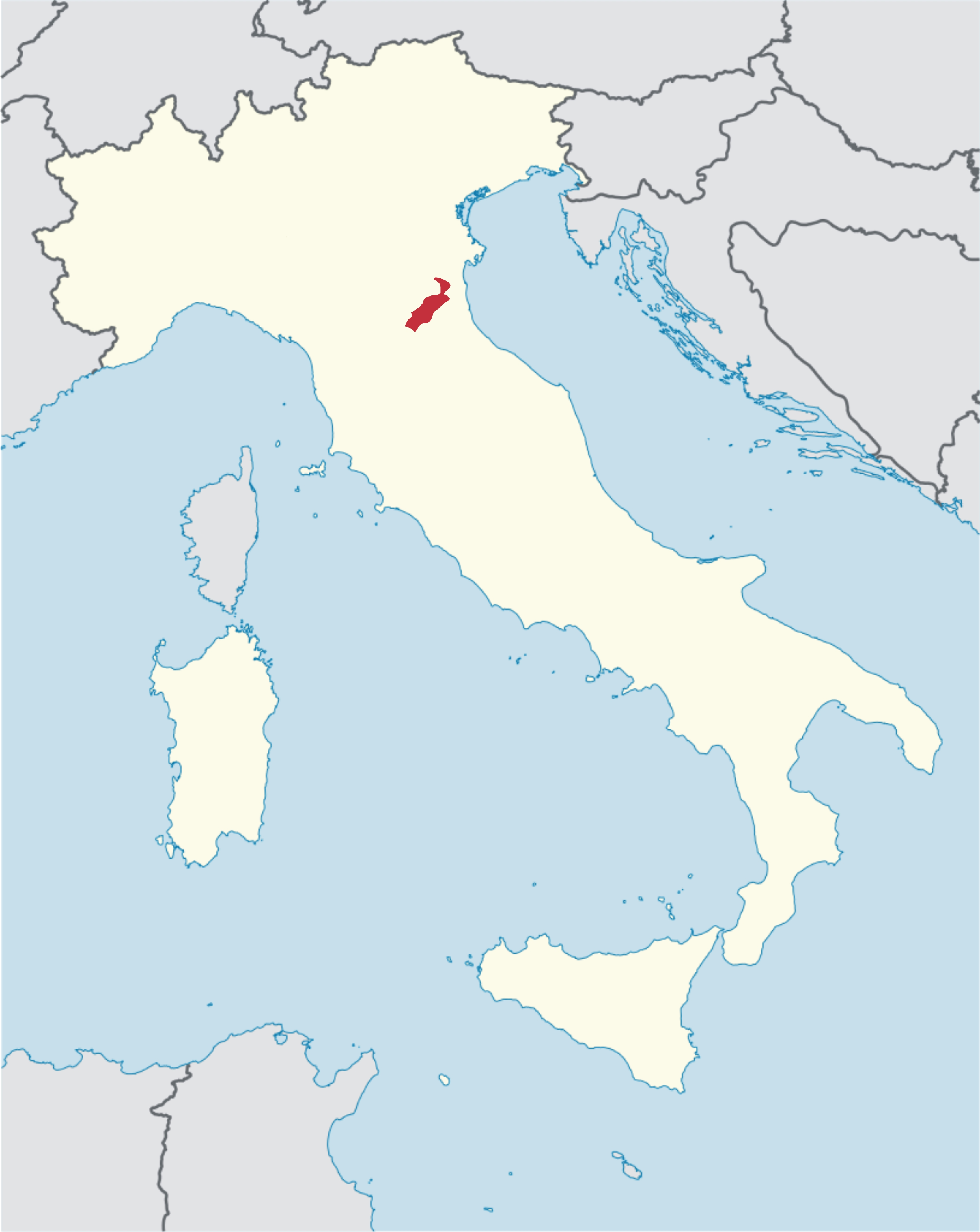
Фавенция (Фаэнца) на карте Италии

## Предыстория
В 541 году Тотила был избран королем остготов. Тем временем византийская 12-тысячная армия в конце 541 года попыталась овладеть Вероной, но безуспешно. Когда Тотила узнал об этом, он призвал к себе большую часть остготов, собрав таким образом армию в 5000 человек и повёл её к Фавенции (совр. Фаэнца), куда отступила византийская армия. Тотила был уверен, что в случае победы остготы смогут отвоевать всю Италию, учитывая разногласия среди имперских полководцев и недовольство италийского населения византийским налоговым гнетом. Византийские военачальники, успокоенные предыдущими победами и знавшие о незначительных силах, собранных противником, «споря между собою о мнениях, не делали ничего, что было нужно, но оставаясь там, тратили попусту дорогое время».

## Ход сражения
Тотила приказал трем сотням конников незаметно переправиться через реку, «оказаться позади неприятельского войска и, когда начнется рукопашный бой, зайти им в тыл и со всей силой ударить по ним и, приведя их в беспорядок, заставить забыть о всякой смелости и противодействии». Тем временем, основные силы остготов, переправившись через реку, немедленно двинулись на византийцев. «Римляне немедленно стали двигаться им навстречу». После поединка гота Валариса и армянина Артабаза, закончившегося гибелью обоих, началась сеча. Исход сражения был решен появлением трёхсот готских всадников, которые неожиданно атаковали византийскую армию с тыла. Ромеи, ошибочно убежденные, что этот отряд более многочислен, в панике бежали, преследуемые противником, и понесли большие потери убитыми и пленными. 
Византийские военачальники с остатками своих войск укрылись в различных крепостях, оборону которых они взяли на себя. После битвы остготы получили подкрепления, и их армия стала насчитывать до 20 000 человек. Вместо того, чтобы начать наступление на Рим, Тотила предпочел вернуть под свою власть Апулию, Луканию, Калабрию, Бруттий. 